# Jattaea pleurostoma
Jattaea pleurostoma är en svampart som tillhör divisionen sporsäcksvampar, och som först beskrevs av Karl Starbäck, och fick sitt nu gällande namn av Augusto Napoleone Berlese. Jattaea pleurostoma ingår i släktet Jattaea, och familjen Calosphaeriaceae. Arten är reproducerande i Sverige.